# Lee Seung-hwan
Dans ce nom coréen, le nom de famille, Lee, précède le nom personnel.
Lee Seung-hwan est un scénariste coréen.

## Filmographie

### En tant que scénariste
- 2007 : Soo (수) de Choi Yang-il
- 2013 : AM 11:00 (열한시) de Kim Hyeon-seok

### En tant qu'adaptateur
- 2007 : Miss Gold Digger (용의주도 미스 신) de Park Yong-jib